# Швойницкий, Александр Владимирович
Алекса́ндр Влади́мирович Швойницкий (30 ноября 1948, Винники, Львовская область — 14 марта 2007, Львов) — советский футболист, вратарь.
С 1966 года — в составе СКА (Львов), дебютировал в 1968 году. В 1970 году перешёл в «Карпаты». Провёл за сезон три матча и вышел с командой в высшую лигу, где дебютировал 8 апреля в матче с «Араратом» (1:1). Всего в высшей лиге в 1971—1974 годах провёл 32 матча. В 1975—1978 годах играл во второй лиге за СКА Львов
Скончался в 2007 году в возрасте 58 лет.
Младший брат Алексей (1956—2003) также был футбольным вратарём.